# Anjul Nigam
Anjul Nigam (nacido el 15 de diciembre de 1965) es un actor, productor y escritor estadounidense nacido en India.

## Primeros años y educación
Nigam nació en Kanpur, India. Se graduó de Cheshire High School en Cheshire, Connecticut y de la Tisch School of the Arts.

## Carrera
Es conocido por su papel recurrente como "Dr. Raj, el médico psiquiátrico" en el drama médico de ABC Grey's Anatomy, como productor/escritor/actor en la película Growing Up Smith y productor de las películas "Crown Vic", y Bayou Caviar en el debut como director de Cuba Gooding Jr., protagonizado por Gooding junto a Richard Dreyfuss. Apareció como uno de los protagonistas secundarios en la película de CBS / Hallmark Hall of Fame Back When We Were Grownups junto con Faye Dunaway, Peter Fonda, Jack Palance y Blythe Danner y dirigida por Ron Underwood. Nigam fue uno de los cuatro protagonistas de The First $20 Million Is Always the Hardest de 20th Century Fox, del director Mick Jackson y los productores Harold Ramis y Trevor Albert. Nigam coprotagonizó con Bill Murray y James Spader la comedia de Universal / StudioCanal Speaking of Sex, del director John McNaughton.
En cuanto a la televisión, Nigam interpretó el papel de "Pandit Raj" en la serie de Netflix Yo nunca, apareció como el "Médico Forense" en la segunda temporada de True Detective, y es habitual en el papel de "Enfermera Manoj Nakshi" en la serie de ABC MD y uno de los protagonistas de la miniserie de ABC Tom Clancy's Netforce y de Silver Strand de Showtime. Nigam ha tenido más de cincuenta papeles como estrella invitada en programas de televisión en horario estelar, incluidos So Help Me Todd, Animal Kingdom, Shark, Medium, Numb3rs, Csi: Nueva York, CSI: Crime Scene Investigation, Huff, ER y NYPD Blue.
En teatro, Nigam ha aparecido junto a sus compañeros exalumnos de la Universidad de Nueva York, Philip Seymour Hoffman, en la controvertida producción de El mercader de Venecia dirigida por Peter Sellars, en la Royal Shakespeare Company de Londres y en el Goodman Theatre de Chicago.
En 2021, Nigam fue nombrado productor de Rust, una producción ahora suspendida debido a un incidente con un arma de fuego que resultó en la muerte de la directora de fotografía Halyna Hutchins.

## Filmografía

### Películas
| Año  | Título                                      | Papel              | Notas               |
| ---- | ------------------------------------------- | ------------------ | ------------------- |
| 1991 | House Party 2                               | Singh              |                     |
| 1999 | Two Rivers                                  | Karna              |                     |
| 2000 | King of the Korner                          | Conductor de grúa  |                     |
| 2001 | The Sizemore Interviews                     | Arun Ram           | Directo a video     |
| 2001 | Speaking of Sex                             | Jarred             |                     |
| 2002 | The First $20 Million Is Always the Hardest | Salman Fard        |                     |
| 2003 | Winter Break                                | Rajeev             | Sin acreditar       |
| 2005 | Looking for Comedy in the Muslim World      | Novio              | Sin acreditar       |
| 2007 | Death and Taxis                             | Todd               |                     |
| 2008 | Cloverfield                                 | Cajero de Bodega   |                     |
| 2009 | Terminator Salvation                        | Rahul              |                     |
| 2011 | Answers to Nothing                          | Doctor             |                     |
| 2013 | Bad Words                                   | Sriram Chopra      |                     |
| 2015 | Growing Up Smith                            | Bhaaskar Bhatnagar | Productor, escritor |
| 2017 | Trafficked                                  | General Singh      |                     |
| 2018 | Bayou Caviar                                |                    | Productor           |
| 2019 | Crown Vic                                   |                    | Productor           |
| 2022 | Murder at Yellowstone City                  |                    | Productor           |
| 2023 | Supercell                                   | Ramesh             | Productor ejecutivo |
| TBA  | Rust                                        |                    | Productor           |
| TBA  | 97 Minutes                                  | Hitar              | Productor ejecutivo |

### Televisión
| Año        | Título                                             | Papel                                 | Notas                                       |
| ---------- | -------------------------------------------------- | ------------------------------------- | ------------------------------------------- |
| 1989, 1990 | Growing Pains                                      | Sub #2 / Raj                          | 2 episodios                                 |
| 1991       | Parker Lewis Can't Lose                            | Anjul                                 | Episodio: "Tower of Power"                  |
| 1992       | Blossom                                            | Sanji                                 | Episodio: "The Making of the President'     |
| 1993       | Murphy Brown                                       | Sanjay Khandwhalla                    | Episodio: "The Young & the Rest of Us"      |
| 1995       | Silver Strand                                      | Rahman                                | Película de televisión                      |
| 1996       | Sisters                                            | Driver                                | Episodio: "Don't Go to Springfield"         |
| 1996       | High Incident                                      | Messenger                             | Episodio: "Christmas Blues"                 |
| 1997       | ER                                                 | Alex Ghandar                          | Episodio: "Fortune's Fools"                 |
| 1997       | Extreme Ghostbusters                               | Sajid                                 | Episodio: "Seeds of Destruction"            |
| 1997       | NYPD Blue                                          | Kumar                                 | Episodio: "The Truth Is Out There"          |
| 1998       | The Lake                                           | Dr. Sanjay                            | Película de televisión                      |
| 1998       | Mowgli: Las Nuevas Aventuras del Libro de la Selva | Namas                                 | Episodio: "The Perfect Shot"                |
| 1998       | Nash Bridges                                       | Vijay                                 | Episodio: "Danger Zone"                     |
| 1999       | NetForce                                           | Uday Shankar                          | Película de televisión                      |
| 1999       | Get Real                                           | Mall Worker                           | Episodio: "Denial"                          |
| 2001       | Los Thornberrys                                    | Pakistani Man / Vendedor              | Episodio: "Gem of a Mom"                    |
| 2001       | Arliss                                             | Director Comercial de TV              | Episodio: "Setting Precedents"              |
| 2001       | Providence                                         | Raji                                  | Episodio: "Gobble, Gobble"                  |
| 2002       | CSI: Crime Scene Investigation                     | Rajeeb Khandewahl                     | Episodio: "Blood Lust"                      |
| 2002       | MDs                                                | Nurse Manoj Nakshi                    | 8 episodios                                 |
| 2004       | Days of Our Lives                                  | Profesor Sandeev Bhalla               | Episodio #1.9883                            |
| 2004       | Huff                                               | Dr. Alhabah                           | Episodio: "Lipstick on Your Panties"        |
| 2004       | Back When We Were Grownups                         | Hakim                                 | Película de televisión                      |
| 2005       | CSI: Nueva York                                    | Harish Lev                            | Episodio: "Tanglewood"                      |
| 2005       | Numb3rs                                            | Dr. Renfro                            | Episodio: "Vector"                          |
| 2005       | Medium                                             | Doctor                                | Episodio: "Light Sleeper"                   |
| 2005–2017  | Grey's Anatomy                                     | Dr. Raj Sen                           | 8 episodios                                 |
| 2006       | Shark                                              | Alex Neuville                         | Episodio: "Dr. Feelbad"                     |
| 2008       | Murder 101                                         | Devi Kanesh                           | Episodio: "New Age"                         |
| 2008       | Supernatural                                       | Stewie Meyers                         | Episodio: "Long Distance Call"              |
| 2008       | Crash                                              | Dr. Rav                               | Episodio: "Episodio One"                    |
| 2009       | Lie to Me                                          | Shreyas Patel                         | Episodio: "Depraved Heart"                  |
| 2009       | Ghost Whisperer                                    | Dr. Prakash                           | Episodio: "Devil's Bargain"                 |
| 2010       | Childrens Hospital                                 | Sultan's Aide                         | Episodio: "The Sultan's Finger: Live"       |
| 2013       | Revenge                                            | Zahir Lahari                          | Episodio: "Victory"                         |
| 2015       | Battle Creek                                       | Aadi Patel                            | Episodio: "Old Wounds"                      |
| 2015       | True Detective                                     | Médico forense del condado de Ventura | 2 episodios                                 |
| 2018       | American Woman                                     | Milo                                  | Episodio: "The Party"                       |
| 2020       | Yo nunca                                           | Pandit Raj                            | Episodio: "...felt super Indian"            |
| 2020       | A Christmas Call                                   | Ahmed                                 | Película de televisión                      |
| 2021       | Animal Kingdom                                     | Gopal                                 | Episodio: "Relentless"                      |
| 2023       | So Help Me Todd                                    | Norman Smith                          | Episodio: "Side Effects May Include Murder" |